# Прапор Аулів
Пра́пор Ау́лів — один з офіційних символів смт Аули Криничанського району Дніпропетровської області, затверджений рішенням Аулівської селищної ради.
Квадратне полотнище складається з п'яти вертикальних смуг синього і жовтого кольорів поперемінно (1:1:12:1:1). У центрі полотнища герб селища.